# Горецка, Леон
Ле́он Кристоф Горе́цка (нем. Leon Christoph Goretzka; род. 6 февраля 1995, Бохум, Северный Рейн-Вестфалия) — немецкий футболист, полузащитник мюнхенской «Баварии» и сборной Германии.

## Клубная карьера

### «Бохум»
4 августа 2012 года Горецка дебютировал в составе основной команды «Бохума» в матче розыгрыша Второй Бундеслиги против дрезденского «Динамо» (2:1) и забил в этом же матче первый официальный гол за команду.

### «Шальке 04»
В июне 2013 года перешёл в «Шальке 04». Трансфер оценивается в сумму от 2,75 до 4 миллионов евро. 5 августа 2013 года Горецка дебютировал за «Шальке» в официальных играх в матче на Кубок Германии против «Нёттингена» (2:0), забив в этом же матче свой первый гол за гельзенкирхенский клуб. 11 августа 2013 года в матче против «Гамбурга» (3:3) состоялся его дебют в Бундеслиге.

### «Бавария» Мюнхен
19 января 2018 года Горецка согласовал свой переход в мюнхенскую «Баварию» на правах свободного агента после истечения контракта с «Шальке». Его соглашение с «Баварией» действует с 1 июля 2018 года и рассчитано на четыре года.
В январе 2019 года Горецка получил награду игрока месяца Чемпионата Германии, забив три гола в двух встречах.

## Карьера в сборной

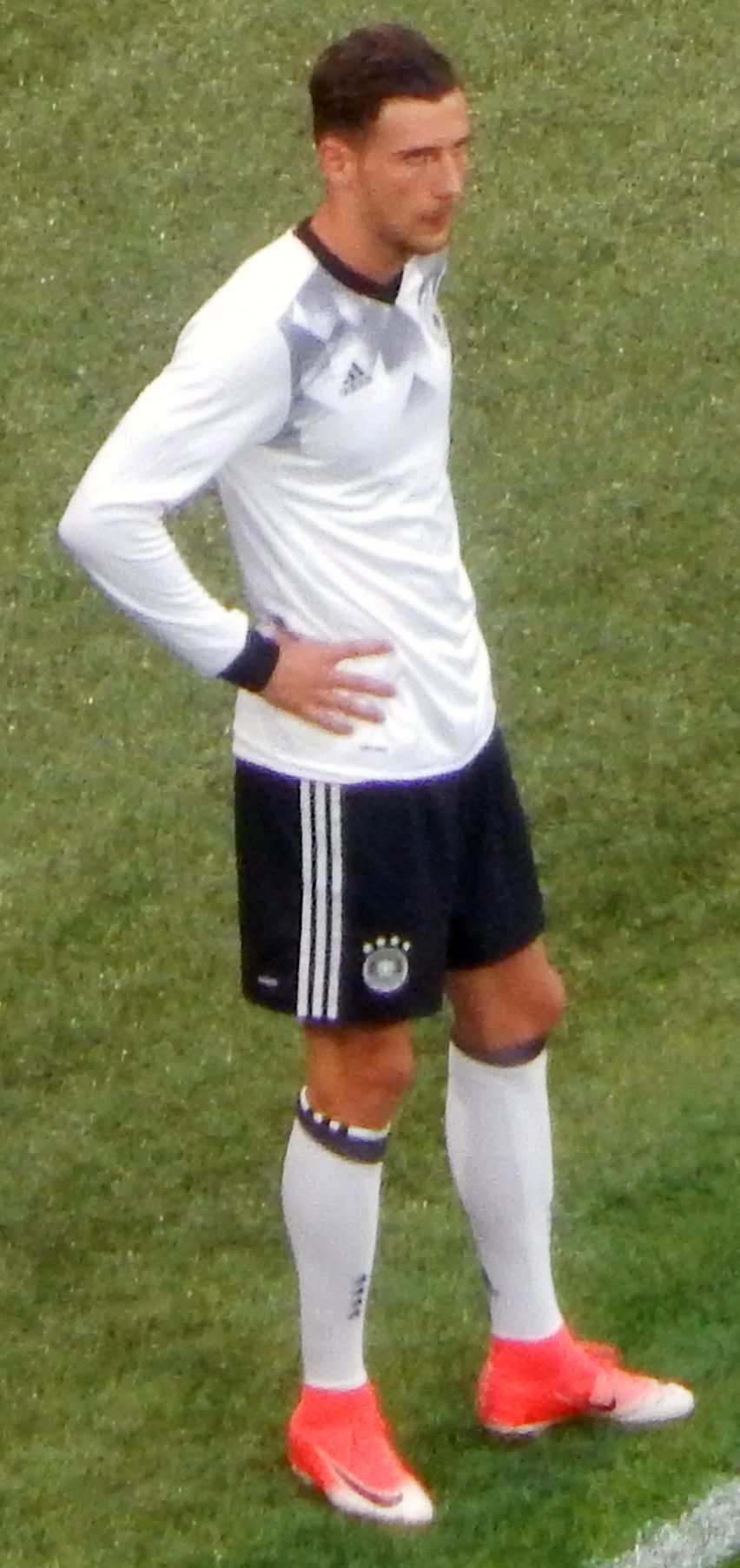
Тренировка перед финальным матчем Кубка конфедераций 2017

14 августа 2012 года Леон дебютировал за юношескую сборную Германии (до 19 лет), выйдя на замену в товарищеском матче против Шотландии. 13 августа 2013 он дебютировал за молодёжную сборную Германии (до 21 года) в товарищеском матче против французов (0:0).
8 мая 2014 года Горецка вошёл в расширенный состав главной сборной Германии на чемпионат мира 13 мая он стал одним из 12 футболистов, дебютировавших в сборной в матче с Польшей (0:0). После этого матча, в котором Горецка получил травму, он был убран из окончательного состава и в итоге не отправился на чемпионат мира.
В июле 2016 года Горецка был включён в состав сборной на Олимпийские игры. Он был капитаном команды в первом матче на турнире против мексиканцев, однако получил травму плеча и был вынужден вернуться в Германию. В итоге Германия завоевала серебряные медали, но Леон не вошёл в число медалистов. На церемонии награждения после финального матча партнёр Леона по «Шальке 04» Макс Майер, ставший в его отсутствие капитаном команды, держал в руках игровую майку Горецки, чтобы приободрить его и подчеркнуть, что он остался частью команды и её капитаном несмотря на отзаявку.
1 ноября 2016 года все призёры Олимпийских и Паралимпийских игр 2016 года из Германии был награждены Серебряными лавровыми листами, в том числе награду получил и Горецка. Также в материалах на сайтах ФИФА, Бундеслиги и «Шальке-04» Горецка значится как обладатель серебряной медали.
В мае 2017 года Горецка попал в заявку сборной на Кубок конфедераций. 20 июня Горецка отличился забитым мячом в ворота сборной Австралии в первом матче сборной на турнире. 29 июня он стал автором дубля в ворота сборной Мексики в полуфинальном матче. По итогам турнира Горецка выиграл со сборной золотые медали, а также получил индивидуальные награды — бронзовый мяч и серебряную бутсу.

## Статистика

### Клубная
| Выступление      | Выступление       | Выступление      | Лига | Лига | Кубки | Кубки | Еврокубки | Еврокубки | Итого | Итого |
| Клуб             | Лига              | Сезон            | Игры | Голы | Игры  | Голы  | Игры      | Голы      | Игры  | Голы  |
| ---------------- | ----------------- | ---------------- | ---- | ---- | ----- | ----- | --------- | --------- | ----- | ----- |
| Бохум            | Вторая Бундеслига | 2012/13          | 32   | 4    | 4     | 0     | 0         | 0         | 36    | 4     |
| Бохум            | Итого             | Итого            | 32   | 4    | 4     | 0     | 0         | 0         | 36    | 4     |
| Шальке 04        | Бундеслига        | 2013/14          | 25   | 4    | 2     | 1     | 5         | 0         | 32    | 5     |
| Шальке 04        | Бундеслига        | 2014/15          | 10   | 0    | 0     | 0     | 1         | 0         | 11    | 0     |
| Шальке 04        | Бундеслига        | 2015/16          | 25   | 1    | 2     | 1     | 7         | 0         | 34    | 2     |
| Шальке 04        | Бундеслига        | 2016/17          | 30   | 5    | 2     | 0     | 9         | 3         | 41    | 8     |
| Шальке 04        | Бундеслига        | 2017/18          | 26   | 4    | 3     | 0     | 0         | 0         | 29    | 4     |
| Шальке 04        | Итого             | Итого            | 116  | 14   | 9     | 2     | 22        | 3         | 147   | 19    |
| Бавария          | Бундеслига        | 2018/19          | 30   | 8    | 6     | 1     | 6         | 0         | 42    | 9     |
| Бавария          | Бундеслига        | 2019/20          | 24   | 6    | 6     | 1     | 8         | 1         | 38    | 8     |
| Бавария          | Бундеслига        | 2020/21          | 24   | 5    | 0     | 0     | 8         | 3         | 32    | 8     |
| Бавария          | Бундеслига        | 2021/22          | 19   | 3    | 2     | 0     | 6         | 0         | 27    | 3     |
| Бавария          | Бундеслига        | 2022/23          | 27   | 3    | 4     | 1     | 9         | 2         | 40    | 6     |
| Бавария          | Бундеслига        | 2023/24          | 30   | 6    | 2     | 0     | 10        | 0         | 42    | 6     |
| Бавария          | Итого             | Итого            | 154  | 31   | 20    | 3     | 47        | 6         | 221   | 40    |
| Всего за карьеру | Всего за карьеру  | Всего за карьеру | 302  | 49   | 33    | 5     | 69        | 9         | 404   | 63    |

### Матчи за сборную
| №  | Дата            | Оппонент          | Счёт | Голы      | Ассистент | Нарушения    | Минуты | Соревнование                       |
| -- | --------------- | ----------------- | ---- | --------- | --------- | ------------ | ------ | ---------------------------------- |
| 1  | 13 мая 2014     | Польша            | 0:0  | —         | —         | —            | 45'    | Товарищеский матч                  |
| 2  | 11 ноября 2016  | Сан-Марино        | 2:0  | —         | —         | —            | 13'    | Отбор ЧМ-2018 (группа C)           |
| 3  | 15 ноября 2016  | Италия            | 0:0  | —         | —         | —            | 60'    | Товарищеский матч                  |
| 4  | 6 июня 2017     | Дания             | 1:1  | —         | —         | —            | 77'    | Товарищеский матч                  |
| 5  | 10 июня 2017    | Сан-Марино        | 7:0  | —         | —         | —            | 90'    | Отбор ЧМ-2018 (группа С)           |
| 6  | 19 июня 2017    | Австралия         | 3:2  | Гол       | 1         | Предупреждён | 90'    | Кубок конфедераций (группа В)      |
| 7  | 22 июня 2017    | Чили              | 1:1  | —         | —         | —            | 90'    | Кубок конфедераций (группа В)      |
| 8  | 29 июня 2017    | Мексика           | 4:1  | Гол · Гол | —         | —            | 67'    | Кубок конфедераций (1/2 финала)    |
| 9  | 2 июля 2017     | Чили              | 1:0  | —         | —         | —            | 90'    | Кубок конфедераций (Финал)         |
| 10 | 4 сентября 2017 | Норвегия          | 6:0  | Гол       | —         | —            | 45'    | Отбор ЧМ-2018 (группа С)           |
| 11 | 5 октября 2017  | Северная Ирландия | 3:1  | —         | —         | —            | 66'    | Отбор ЧМ-2018 (группа С)           |
| 12 | 8 октября 2017  | Азербайджан       | 5:1  | Гол · Гол | —         | —            | 90'    | Отбор ЧМ-2018 (группа С)           |
| 13 | 23 февраля 2018 | Испания           | 1:1  | —         | —         | —            | 10'    | Товарищеский матч                  |
| 14 | 27 февраля 2018 | Бразилия          | 0:1  | —         | —         | —            | 61'    | Товарищеский матч                  |
| 15 | 2 июня 2018     | Австрия           | 1:2  | —         | —         | —            | 33'    | Товарищеский матч                  |
| 16 | 27 июня 2018    | Республика Корея  | 0:2  | —         | —         | —            | 63'    | Финальная часть ЧМ-2018 (группа F) |
| 17 | 6 сентября 2018 | Франция           | 0:0  | —         | —         | —            | 66'    | Лига Наций (А)                     |
| 18 | 15 ноября 2018  | Россия            | 3:0  | —         | —         | —            | 12'    | Товарищеский матч                  |
| 19 | 19 ноября 2018  | Нидерланды        | 2:2  | —         | —         | —            | 10'    | Лига Наций (А)                     |

Итого: сыграно матчей: 19 / забито голов: 6; победы: 9, ничьи: 7, поражения: 3.

## Достижения

### Клубные
«Бавария»
- Чемпион Германии (6): 2018/19, 2019/20, 2020/21, 2021/22, 2022/23, 2024/25
- Обладатель Кубка Германии (2): 2018/19, 2019/20
- Обладатель Суперкубка Германии (3): 2018, 2020, 2021
- Победитель Лиги чемпионов: 2019/20
- Обладатель Суперкубка УЕФА: 2020
- Победитель клубного чемпионата мира по футболу: 2020

Сборная Германии
- Обладатель Кубка конфедераций: 2017
- Серебряный призёр Олимпийских игр: 2016
- Серебряный призёр Чемпионата Европы среди юношей: 2012

### Индивидуальные
- Золотая Медаль Фрица Вальтера U-17: 2012
- Бронзовый мяч и бронзовая бутса Кубка конфедераций 2017 года
- Игрок месяца чемпионата Германии: январь 2019 года[9]